# Eeny Teeny Maya Moe
«Eeny Teeny Maya Moe»  (рус. Ини Тини Майя Мо) — шестнадцатый эпизод двадцатого сезона мультсериала «Симпсоны». Премьера эпизода состоялась 5 апреля 2009 года.

## Сюжет
Гомер пытается проводить больше времени с Мэгги и в конце концов приводит её в Таверну Мо. Мо чистит бар и узнает, что в его баре есть окна, которые ранее были скрыты слоями грязи. За окном находится детская площадка, которую Гомер видит, как возможность присмотреть за Мэгги, проводя время у Мо. Гомер отправляет Мэгги играть с другими детьми на улицу, но они мучают её по неизвестным причинам. Мардж замечает, что Мэгги некомфортно, и в один прекрасный день, она становится обеспокоена тем, что Гомер пренебрегает Мэгги. После просмотра рекламы камеры видеонаблюдения, зафиксированной в глазу плюшевого мишки, Мардж покупает камеру, которую она прикрепляет к банту Мэгги и обнаруживает, что её запугивает группой гангстеров-младенцев. Сначала Мардж удивлена, увидев, что Мэгги мучают дети, но видит, что Гомер, после того как он открыл правду о других детях с детской площадки, спешит, чтобы спасти Мэгги, но его избивает сын Керни. Мэгги бьёт сына Керни, чтобы спасти Гомера, после чего он говорит, что он любит Мэгги и Мардж. Тронутая до слез, Мардж говорит Гомеру, что он прекрасный отец.
Тем временем Мо познакомился через Интернет с девушкой Майей, которая при встрече оказывается карликом. Мо по-прежнему любит её, но его беспокоит, как друзья воспримут её. Мо решает взять Майю на двойную встречу с Мардж и Гомером, ни одного из которых не затрагивает, что она мала. Гомер, видя ум и чувствительность Майи, предлагает Мо жениться на ней. Мо делает ей предложение, но рассказывает Майе шутки про её высоту, из-за чего Майя вдруг неоправданно оскорбляется, и отвергает его. Опечаленный Мо консультируется у Ленни и Карла, которые посоветовали ему сделать что-нибудь рискованное, чтобы вернуть Майю обратно. Мо решает сделать операцию, чтобы стать короче, и доктор Ник Ривьера соглашается провести операцию. Майя останавливает Мо перед операцией, так как она хочет, чтобы он видел её как красивую, а не как короткую, а значит у Мо нет необходимости уменьшить себя до её размера для того, чтобы любить её. Мо, намереваясь сделать операцию, не прислушивается к Майе, и она уходит от него навсегда. Гомер утешает Мо, заявив, что даже если бы с Майей все пошло не так, Мо нашёл любовь с женщиной, которая любила его, и что если он когда-либо найдёт девушку, то он будет успешным еще раз. Мо говорит, что такая маленькая женщина, как Майя, могла заставить его чувствовать себя большим.

## Культурные отсылки
- Сцена, в которой сын Керни стучит тремя бутылками на пальцах, является отсылкой на фильм «Воины».
- Мо упоминает людей, которые живут на деревьях, в частности, Тарзана и медведей Беренштайнов.
- Узнав, что Майя находит его привлекательным, Мо радостно произносит фразу «О, храброславный герой, хвалу тебе пою», которая является ссылкой на строчки из стихотворения «Бармаглот».
- Когда Мо включает телевизор в доме Майи, он видит сцену из фильма «Вилли Вонка и шоколадная фабрика», в которой поют Умпа-лумпы.
- Майя рассказывает, что отправила Мо фотографию из Леголанда.
- Когда Мо приглашает Майю в бар, он срывает рекламу «Метание карликов» и выбрасывает копию книги «Маленькие женщины».
- Мо спрашивает Майю: «Майя, ты всегда была такого размера, или ты, как в „деле Бенджамина Баттона“».

## Отношение критиков и публики
Эпизод получил в основном положительные отзывы от телевизионных критиков. Роберт Кэннинг из IGN дал эпизоду 7,6 из 10 возможных и сказал, что когда Гомер утешал Мо, это было «сладким способом закончить этот приятный эпизод.» Эрик Эспелшеглер из TV Verdict написал: «Тратить слишком много времени вдали от семьи всегда было сложным для Симпсонов. Позволять второстепенным персонажам блистать может быть весело, но давайте посмотрим правде в глаза: люди настроены смотреть на Симпсонов, а не на Сизлаков или Фландерсов или Леонардов-Карлсонов. С другой стороны, тратить слишком много времени с семьей, может быть утомительно. На этой неделе, Симпсоны взяли хорошую золотую середину, проводя большую часть эпизода на недолгих отношениях Мо, но поддерживают его вторым сюжетом с Гомером, Мэгги и Мардж. Ни одна история не взлетела до больших высот, но „Eeny Teeny Maya Moe“ была твердой записью в пока твёрдом сезоне». Хэнк Азариа был номинирован на премию Эмми за выдающуюся голосовую работу за роль Мо Сизлака в этом эпизоде, но проиграл своему коллеге актёрского состава Дэну Кастелланета за «Father Knows Worst». Джон Фринк был номинирован на Премию гильдии сценаристов Америки. Симпсоны было единственным шоу, номинированным в категории, с другими номинированными эпизодами «The Burns and the Bees», «Take My Life, Please», «Gone Maggie Gone» и «Wedding for Disaster». Последний победил.